# Poeciloscarta hilaris
Poeciloscarta hilaris är en insektsart som beskrevs av Carl Stål 1864. Poeciloscarta hilaris ingår i släktet Poeciloscarta och familjen dvärgstritar. Inga underarter finns listade i Catalogue of Life.